# Israel Katz
Israel Katz (în ebraică:ישראל כ"ץ, născut la  21 septembrie 1955 la Ashkelon, Israel) este un om politic israelian, numit la 7 noiembrie 2024 ministru al apărării al Israelului, în locul lui Yoav Galant, care a fost demis de premierul Beniamin Netanyahu. Katz a servit între 1 ianuarie 2023 - 7 noiembrie 2024 ca ministrul de externe al Israelului, după ce,din  decembrie 2022 a funcționat ca ministrul energiei și al infrastructurii al Israelului, în al șaselea cabinet Netanyahu. Katz a preluat portofoliul externelor de la Eli Cohen, în cadrul unui acord de rotație .Katz a mai fost ministru de externe în anii 2019-2020. Între mai 2020 - iunie 2021 el a fost ministrul de finanțe al Israelului în guvernul de uniune națională și apoi în guvernul de tranziție Netanyahu-Gantz. Katz este deputat în Knesset din partea partidului de centru-dreapta Likud. În trecut a fost ministru al transporturilor, al agriculturii, ministru responsabil cu informațiile, și în 2019-2020 ministru de externe.El are titlul de licențiat în domeniul relațiilor internaționale și a studiat un timp agronomia pentru al doilea titlu. 

## Biografie

### Copilărie și tinerețe
Israel Katz s-a născut în 1955 la Ashkelon ca al treilea copil, după nașterea a două fete. Părinții săi, Meir Katz și Malka (Nira) născută Deutsch, erau evrei religioși din Maramureș care au supraviețuit deportării în lagărele de exterminare create de Germania nazistă pe teritoriul Poloniei, unde fuseseră trimiși în 1944 cu complicitatea regimului Horthy-Döme Sztójay din Ungaria. Ei au emigrat în Israel și s-au stabilit ca agricultori în moșavul Kfar Ahim. Israel Katz a crescut în această așezare agricolă. 
Katz a studiat la școala religioasă de stat Shafir și apoi la liceul- ieșivă Or Etzion de sub conducerea rabinului Haim Druckman. A fost membru în mișcarea de tineret național-religios Bney Akiva. El păstrează în momentul de față un stil de viață modern, îmbinat cu respectarea tradiției. 
În 1973 s-a înrolat în armată și a servit, la cererea sa, în Brigada de parașutiști. A terminat serviciul militar cu gradul de căpitan. Katz a servit ca militar combatant în Războiul de uzură ce a urmat Războiului de Yom Kipur, pe frontul sirian, iar ca ofițer in rezervă, a participat la Primul Război din Liban (1982). El a studiat relațiile internaționale la Universitatea Ebraică din Ierusalim pentru licență, apoi a studiat  agronomia fără a termina masteratul.

### Începutul carierei politice
Katz a fost activ din tinerețe în mișcarea naționalistă Herut și apoi în partidul Likud. Ca președinte al Asociației studenților, din partea tineretului partidului Likud de centru-dreapta, a militat pentru obținerea de îmbunătățiri în viața studenților. În martie 1981, împreună cu un coleg de partid, Tzahi Hanegbi, a fost implicat în manifestații studențești furtunoase în semn de protest față de ceea ce a descris drept acte violente ale studenților arabi în campus. La un moment dat studenții evrei protestatari l-au blocat pe rectorul Rafael Meshulam în biroul său. Din aceste motive Katz a fost suspendat de la studii vreme de un an.

### Activitatea politică și administrativă
În 1983, după demisia ministrului apărării Ariel Sharon ca urmare a concluziilor comisiei guvernamentale de anchetă Kahan asupra Războiului din Liban din anul 1982, Israel Katz a condus crearea taberei lui Ariel Sharon în cadrul partidului Likud sprijinind revenirea lui Sharon în centrul activității politice în partid. 
Ulterior Katz a devenit asistent, apoi până în anul 1988, director general adjunct la Ministerul industriei și comerțului, alături de ministrul Sharon  
În noiembrie 1998 a reușit să fie ales în Knesset pe locul lui Ehud Olmert, iar în 2003 a devenit ministrul agriculturii în guvernul condus de Ariel Sharon. După ce în 2006 Sharon a părăsit Likudul și a creat propriul său partid Kadima (Înainte), Katz a demisionat din guvern, fiind reales în Knesset pe lista Likudului în alegerile din 2006.
În 2004 împreună cu Netanyahu, Silvan Shalom și Limor Livnat, a încercat să-l preseze pe Sharon să organizeze un referendum cu privire la planul acestuia de dezangajare unilaterală a Israelului din Fâșia Gaza și de evacuare a locuitorilor așezărilor evreiești din acea regiune.

### Ministru al transporturilor 2009-2019
În anii 2009-2019 Katz a fost ministrul transporturilor, al infrastructurii naționale și al siguranței circulației în guvernele conduse de Binyamin Netanyahu. Între 2015-2019 ca ministru însărcinat cu informațiile, a fost membru în cabinetul de apărare.
Ca ministru al transporturilor Katz a inițiat sau tradus în viață  mai multe reforme însemnate:
proiectul Netivei Israel (Drumurile Israelului) - începând din 2010 - extinderea șoselei Trans-Israel (Șoseaua 6), introducerea de sensuri giratorii în locul semafoarelor, acordul „Cerului deschis” din iunie 2013 cu țările Uniunii Europene  care a dus la scăderea prețurilor zborurilor internaționale care leagă Israelul de Europa și a permis deschiderea Israelului spre noi destinații în lume; reforma Oficiului Căilor ferate (aprilie 2011)  pentru îmbunătățirea siguranței și a serviciilor; reforma porturilor (iulie 2013) în sensul creșterii competiției dintre porturile maritime ale Israelului; înființarea Aeroportului Ramon de la Timna, lângă orașul Eilat pentru zboruri domestice și internaționale.

### Ministru pentru serviciile de informații (2015-2019) și membru al cabinetului de apărare
Katz susține o poziție fermă față de Autoritatea Națională Palestiniană, se opune soluției existenței a două state pe fostul teritoriu al Palestinei mandatare. El favorizează crearea unei entități palestiniene autonome cu afilierea politică și civilă la Iordania și conectarea Fâșiei Gaza cu Egiptul.  Se împotrivește retragerii Israelului din Platoul Golan , în care vede o parte integrală a Israelului și o regiune vitală pentru securitatea și apărarea Israelului. Katz sprijină eforturile de normalizare a relațiilor Israelului cu țările arabe din Golf și din Africa și, în acest context, sprijină proiectul construirii unei linii feroviare între acestea, prin Israel și Marea Mediterană.

### Ministru al afacerilor externe
În februarie 2019 Israel Katz a preluat portofoliul afacerilor externe de la primul ministru Netanyahu și l-a deținut până în mai 2020.

### Ministru de finanțe
Din mai 2020 Katz deține portofoliul finanțelor în cadrul guvernului de coaliție largită Netanyahu-Gantz  și este implicat în confruntarea cu grava criză financiară in care a intrat Israelul drept urmare a epidemiei virusului Covid 19.

### Ministru al apărării
În noiembrie 2024 premierul Netanyahu l-a demis pe ministrul apărării Yoav Galant și l-a înlocuit cu Israel Katz. La scurt timp după aceea a intrat în vigoare acordul de armistițiu dintre Israel și Liban.
În ianuarie 2025 a intrat în vigoare si acordul dintre Israel si Hamas. Încetarea focului pe ambele fronturi a fost însoțite de încălcări anumite și câteva atacuri consecutive ale armatei israeliene.  
De la bun început Katz a decis încetarea emiterii de mandate de arest administrativ împotriva delicvenților din rândul locuitorilor evrei ai Cisiordaniei si a anulat mandatele de arest administrativ emise împotriva unor evrei. 
A condamnat luări de poziții critice ale purtătorului de cuvânt al armatei și ale comandantului departamentului de informații al armatei care au fost înțelese ca având un caracter politic. 
În ianuarie 2024 dupa ce seful Marelui Stat Major, generalul Herzl Halevi a demisionat și și-a încheiat serviciul, Katz l-a numit în locul său pe generalul Eyal Zamir iar ca adjunct al acestuia pe generalul Tamir Yadai.  
În iunie 2025 în timpul său, armata israeliană a început printr-un atac aerian supriză Operațiunea Am kelaví (Poporul ca un leu)   pentru lovirea capacității Iranului de producere de arme nucleare și rachete balistice, cu care regimul de la Teheran amenința de multă vreme Israelul.

### Chestiuni controversate
În 2015 când în vestul Europei s-au organizat atentate din partea unor cercuri musulmane regionale care s-au identificat cu obiectivele Statului Islamic (Daish) Katz a criticat faptul că state precum Belgia și altele au adoptat o atitudine conciliantă față de extremiștii islamici de acest fel și nu au luat din timp măsuri necesare de combatere a planurilor teroriste ale acestora . Zicând acestea, a folosit față de belgieni expresia ofensatoare de „consumatori de ciocolată” .
După ce în Polonia au fost adoptate măsuri legale de restrângere și pedepsire a cercetării istoriei colaborării unor cetățeni polonezi cu ocupanții naziști la distrugerea populației evreiești și a unor masacre organizate de locuitori polonezi în timpul și după terminarea războiului contra vecinilor evrei,  Katz a declanșat un incident diplomatic cu Polonia, afirmând că cetățenii polonezi "au supt antisemitismul cu laptele mamei"

### Viața personală
Israel Katz locuiește în comuna sa natală Kfar Ahim și este căsătorit cu Ronit, avocată și femeie de afaceri în domeniul producției de ulei. Cuplul are două fiice.

## Cărți
- 2022  septembrie- Cartea autobiografică „Hakoakh laasot” (Puterea de a făptui)